# Epizeuxis suffusalis
Epizeuxis suffusalis là một loài bướm đêm trong họ Noctuidae.